# Gammaproteobacteria
I Gammaproteobacteria sono una classe di batteri, rilevante sia sotto il punto di vista medico che scientifico. Un certo numero di importanti batteri patogeni appartiene a questa classe, ad esempio la salmonella (responsabile di enteriti e febbri tifoidi), Yersinia pestis (agente patogeno della peste), Vibrio cholerae (vibrione che provoca il colera), Pseudomonas aeruginosa (infezioni polmonari e fibrosi cistica in degenti ospedalieri), e Escherichia coli (intossicazione alimentare). Alcuni gammaproteobacteria sono ossidanti del metano.

## Tassonomia
- Acidithiobacillales
  - Acidithiobacillaceae
  - Thermithiobacillaceae
- Aeromonadales
  - Aeromonadaceae
  - Succinivibrionaceae
- Alteromonadales
  - Alteromonadaceae
  - Celerinatantimonadaceae
  - Colwelliaceae
  - Ferrimonadaceae
  - Idiomarinaceae
  - Moritellaceae
  - Pseudoalteromonadaceae
  - Psychromonadaceae
  - Shewanellaceae
- Cardiobacteriales
  - Cardiobacteriaceae
- Chromatiales
  - Chromatiaceae
  - Ectothiorhodospiraceae
  - Granulosicoccaceae
  - Halothiobacillaceae
  - Thioalkalispiraceae
- "Enterobacteriales"
  - Enterobacteriaceae
- Legionellales
  - Coxiellaceae
  - Legionellaceae
- Methylococcales
  - Crenotrichaceae
  - Methylococcaceae
- Oceanospirillales
  - Alcanivoracaceae
  - Hahellaceae
  - Halomonadaceae
  - Litoricolaceae
  - Oceanospirillaceae
  - Oleiphilaceae
  - "Saccharospirillaceae"
- Pasteurellales
  - Pasteurellaceae
- Pseudomonadales
  - Moraxellaceae
  - Pseudomonadaceae
- "Salinisphaerales"
  - "Salinisphaerales"
- Thiotrichales
  - Francisellaceae
  - Piscirickettsiaceae
  - Thiotrichaceae
- "Vibrionales"
  - Vibrionaceae
- Xanthomonadales
  - Sinobacteraceae
  - Xanthomonadaceae